# Critérium International 2001
Il Critérium International 2001, settantesima edizione della corsa, si svolse dal 31 marzo al 1º aprile su un percorso di 304 km ripartiti in 3 tappe, con partenza a Charleville-Mézières e arrivo a Les Mazures. Fu vinto dal belga Rik Verbrugghe della Lotto-Adecco davanti allo spagnolo José Alberto Martínez e al tedesco Jens Voigt.

## Tappe
| Tappa  | Data      | Percorso                                               | km  | Vincitore di tappa | Leader cl. generale |
| ------ | --------- | ------------------------------------------------------ | --- | ------------------ | ------------------- |
| 1ª     | 31 marzo  | Charleville-Mézières > Charleville-Mézières            | 191 | Rik Verbrugghe     | Rik Verbrugghe      |
| 2ª     | 1º aprile | Charleville-Mézières > Les Mazures                     | 104 | Patrice Halgand    | Rik Verbrugghe      |
| 3ª     | 1º aprile | Charleville-Mézières > Les Mazures (cron. individuale) | 8,5 | Rik Verbrugghe     | Rik Verbrugghe      |
| Totale | Totale    | Totale                                                 | 304 |                    |                     |

## Dettagli delle tappe

### 1ª tappa
- 31 marzo: Charleville-Mézières > Charleville-Mézières – 191 km

| Pos. | Corridore       | Squadra       | Tempo    |
| ---- | --------------- | ------------- | -------- |
| 1    | Rik Verbrugghe  | Lotto-Adecco  | 4h59'15" |
| 2    | Patrice Halgand | Jean Delatour | s.t.     |
| 3    | David Moncoutié | Cofidis       | s.t.     |

| Pos. | Corridore       | Squadra       | Tempo    |
| ---- | --------------- | ------------- | -------- |
| 1    | Rik Verbrugghe  | Lotto-Adecco  | 4h59'15" |
| 2    | Patrice Halgand | Jean Delatour | s.t.     |
| 3    | David Moncoutié | Cofidis       | s.t.     |

### 2ª tappa
- 1º aprile: Charleville-Mézières > Les Mazures – 104 km

| Pos. | Corridore           | Squadra       | Tempo    |
| ---- | ------------------- | ------------- | -------- |
| 1    | Patrice Halgand     | Jean Delatour | 2h29'09" |
| 2    | Aleksandr Vinokurov | Telekom       | s.t.     |
| 3    | David Moncoutié     | Cofidis       | s.t.     |

| Pos. | Corridore       | Squadra       | Tempo    |
| ---- | --------------- | ------------- | -------- |
| 1    | Rik Verbrugghe  | Lotto-Adecco  | 7h28'14" |
| 2    | Patrice Halgand | Jean Delatour | a 2"     |
| 3    | David Moncoutié | Cofidis       | a 6"     |

### 3ª tappa
- 1º aprile: Charleville-Mézières > Les Mazures (cron. individuale) – 8,5 km

| Pos. | Corridore      | Squadra         | Tempo  |
| ---- | -------------- | --------------- | ------ |
| 1    | Rik Verbrugghe | Lotto-Adecco    | 10'19" |
| 2    | Jens Voigt     | Crédit Agricole | a 1"   |
| 3    | Floyd Landis   | Mercury         | a 2"   |

| Pos. | Corridore             | Squadra         | Tempo    |
| ---- | --------------------- | --------------- | -------- |
| 1    | Rik Verbrugghe        | Lotto-Adecco    | 7h38'33" |
| 2    | José Alberto Martínez | Euskaltel       | a 16"    |
| 3    | Jens Voigt            | Crédit Agricole | a 24"    |

## Classifiche finali

### Classifica generale
| Pos. | Corridore              | Squadra                   | Tempo    |
| ---- | ---------------------- | ------------------------- | -------- |
| 1    | Rik Verbrugghe         | Lotto-Adecco              | 7h38'33" |
| 2    | José Alberto Martínez  | Euskaltel-Euskadi         | a 16"    |
| 3    | Jens Voigt             | Crédit Agricole           | a 24"    |
| 4    | David Moncoutié        | Cofidis                   | a 25"    |
| 5    | Juan Carlos Domínguez  | Linda McCartney-Jaguar    | a 28"    |
| 6    | Aleksandr Vinokurov    | Team Deutsche Telekom-ARD | a 31"    |
| 7    | Florent Brard          | Festina                   | a 35"    |
| 8    | Patrice Halgand        | Jean Delatour             | a 38"    |
| 9    | Aitor Gonzalez Jimenez | Kelme                     | a 41"    |
| 10   | Michael Blaudzun       | CSC-World Online          | a 44"    |